# Норт-Вашингтон (Колорадо)
Норт-Вашингтон (англ. North Washington) — переписна місцевість (CDP) в США, в окрузі Адамс штату Колорадо. Населення — 733 особи (2020).

## Географія
Норт-Вашингтон розташований за координатами 39°48′28″ пн. ш. 104°58′48″ зх. д. / 39.80778° пн. ш. 104.98000° зх. д. (39.807749, -104.980040).  За даними Бюро перепису населення США в 2010 році переписна місцевість мала площу 13,93 км², з яких 13,50 км² — суходіл та 0,43 км² — водойми.

## Демографія
Згідно з переписом 2010 року, у переписній місцевості мешкали 484 особи в 191 домогосподарстві у складі 115 родин. Густота населення становила 35 осіб/км².  Було 211 помешкання (15/км²).
Расовий склад населення:
| - 76,7 % — білих - 2,1 % — азіатів - 1,7 % — корінних американців - 1,7 % — чорних або афроамериканців - 14,3 % — осіб інших рас |

До двох чи більше рас належало 3,7 %. Частка іспаномовних становила 48,1 % від усіх жителів.
За віковим діапазоном населення розподілялося таким чином: 24,6 % — особи молодші 18 років, 60,1 % — особи у віці 18—64 років, 15,3 % — особи у віці 65 років та старші. Медіана віку мешканця становила 37,3 року. На 100 осіб жіночої статі у переписній місцевості припадало 106,0 чоловіків;  на 100 жінок у віці від 18 років та старших — 117,3 чоловіків також старших 18 років.
Середній дохід на одне домашнє господарство  становив 54 246 доларів США (медіана — 50 787), а середній дохід на одну сім'ю — 55 531 долар (медіана — 47 188). За межею бідності перебувало 5,5 % осіб, у тому числі 57,1 % дітей у віці до 18 років та 0,0 % осіб у віці 65 років та старших.
Цивільне працевлаштоване населення становило 117 осіб. Основні галузі зайнятості: виробництво — 35,9 %, науковці, спеціалісти, менеджери — 30,8 %, інформація — 15,4 %, освіта, охорона здоров'я та соціальна допомога — 7,7 %.